# Евгений Каравиас
Евгений (на гръцки: Ευγένιος, Евгениос) е гръцки духовник, митрополит на Вселенската патриаршия. Като анхиалски митрополит, при избухването на Гръцкото въстание в 1821 година е убит от османците и е обявен от Православната църква за свещеномъченик.

## Биография
Роден е на 27 януари 1752 година на остров Итака, тогава във Венецианската република със светското име Евстатиос Каравиас (Ευστάθιος Καραβίας). Според други сведения е родом от Пловдив. Завършва училище на островите Кефалиния и Итака, след което заминава за Османската империя, за да постъпи в евангелското училище в Смирна. В Смирна е ръкоположен за свещеник. Заминава за столицата Цариград, където става учител на децата на фанариотските владетели на Влашко и Молдова Йоан Караджа и Александър Калимахи. До 1807 година преподава в анхиалското училище.
През март 1808 година, по време на втория патриархат на Григорий V Константинополски, е избран за пловдивски митрополит, но така и не отива в епархията си и се оттегля скоро след това, под натиска на османските власти.
През юни 1813 година в „Свети Димитър“ в Куручешме е избран да заеме митрополитската катедра в черноморския град Анхиало. В 1816 - 1818 година Евгений Анхиалски е член на Светия синод на Вселенската патриаршия в Цариград. Тук неговият роднина Василис Каравиас го посвещава в тайното революционно общество Филики Етерия.
Избухването на гръцкото въстание в 1821 година заварва митрополит Евгений в Анхиало. Той е сред малцината свещеници, които отказват да подпишат анатемата на революцията и на Александър Ипсиланти, провъзгласена от Вселенската патриаршия и да я прочете публично, когато турците поискват това от него. Арестуван е от османските власти и затворен в Цариград заедно с митрополитите Йосиф Солунски, Доротей Одрински, Григорий Деркоски, Дионисий Ефески, Атанасий Никомидийски и Йоаникий Търновски. Митрополитът отказва да отговаря на въпросите на турците с думите: „Не отговарям на варварина, за да спася живота си. Нека ме остави на мира.“
На Великден, 10 април 1821 година, след обесването на патриарх Григорий V на централната порта на Вселенската патриаршия, турците обесват Евгений Анхиалски, Дионисий Ефески и Атанасий Никомидийски в различни точки на града. Евгений е обесен на Галатската порта (Пармак Капу) до Галатския мост. И тримата носят надписи, че са предатели и отстъпници. Телата им са оставени да висят три дни, след което са обезглавени, влачени от мюсюлманска и еврейска тълпа по улиците и хвърлени в морето. Няколко дни по-късно телата им са извадени от християни и погребани някои в Ептапиргио, а други на близкия остров. На 3 юни 1821 година са обесени в различни части на града и останалите митрополити - Йоаникий Търновски в Арнауткьой, Доротей Одрински в Мега Ревма, Йосиф Солунски в Неохори и Григорий Деркоски в Терапия.